# Frankie Animal
Frankie Animal (с англ.. Фрэнки Животное) — эстонская инди-рок группа, образованная в 2012 году.
В год своего основания группа участвовала в конкурсе молодых эстонских групп (Noortebänd), где им удалось завоевать восемь наград. В 2014 году был выпущен их дебютный EP Obsession, который достиг своего пика в цифровых потоковых платформах.
Группа участвовала в Positivus Festival в Латвии, а также в Нидерландах на Eurosonic Noorderslag. Они также приняли участие в туре группы Ewert and the Two Dragons по Германии в 2015 году.
В апреле 2016 года Frankie Animal, выпустили свой полнометражный альбом The Backbeat.
Frankie Animal участвовали в Eesti Laul 2018, национальном отборе Эстонии на конкурс песни Евровидение, с песней «(Can’t Keep Calling) Misty».

## Участники
- Марие Вайгла (вокал, клавишные)
- Йонас Каарнаметс (гитара)
- Ян-Кристофер Сооник (бас-гитара)

## Музыкальная карьера

### 2012—2014: начальные годы
Группа начала давать публичные концерты с осени 2012 года. 25 октября 2012 они приняли участие в конкурсе молодых эстонских групп Noortebänd, где дошли до финала, но в итоге заняли второе место. Frankie Animal всё же удалось завоевать восемь специальных наград, в том числе на Raadio 2, ведущем альтернативном радио Эстонии. В 2013 году они начали запись своего первого EP Obsession, который был завершён в сотрудничестве с гитаристом группы Ewert and The Two Dragons Эрки Пярнойа. В 2014 году группа дала свой первый большой концерт на Positivus Festival в Латвии. Также они выступали на Intsikurmu, эстонском музыкальном фестивале. Первыми синглами Frankie Animal стали «My Friend» и «Loveless man».

### 2015: Eurosonic Noorderslag
2015 год был знаменательным для группы, так как появилась возможность выступить на голландском фестивале Eurosonic Noorderslag, который известен как место обнаружения новых артистов. Кроме того, они приняли участие в туре группы Ewert and The Two Dragons по Германии, где выступали на заднем плане на пяти концертах. Это была значимая ступень в их деятельности, поскольку участники группы всегда говорили, что именно Ewert and The Two Dragons вдохновили их на создание группы

### 2016: The Backbeat
В апреле 2016 года Frankie Animal выпустили свой первый полнометражный альбом The Backbeat.

### 2017—2018: Eesti Laul
В 2017 году группа выступила три сингла: «Nightlights», «Pretty Late» and «(Can’t Keep Calling) Misty». С последней композицией они выступили на Eesti Laul 2018, где победитель представляет Эстонию на конкурсе песни «Евровидение». Frankie Animal заняли 7-е место, но в процессе получили общественное признание. В мае они сотрудничали с Юри Поотсманн и выпустили сингл «Funny».

### 2019 — настоящее время
В 2019 году Frankie Animal выпустили новый сингл «Playful» под лейблом «Made in Baltics» (Sony Music),, который стал самой популярной песней Raadio 2 в июле 2019 года. 1 мая 2020 года был выпущен сингл «Restless».

## Дискография

### Студийные альбомы
- The Backbeat (2016)

### EP
- Obsession (2014)

### Синглы
- My Friend (2014)
- Loveless Man (2014)
- The Backbeat (2016)
- Nightlights (2017)
- Pretty Late (2017)
- (Can’t keep calling) Misty (2017)
- Funny (2018)
- Playful (2019)
- Restless (2020)